# John Pakington (2e baronnet)
Pour les articles homonymes, voir Pakington.
Sir John Pakington, 2e baronnet (13 août 1621 - 1680) de Westwood House, près de Droitwich, Worcestershire est un homme politique anglais qui siège à la Chambre des communes à plusieurs reprises entre 1640 et 1679. Il soutient la cause royaliste dans la guerre civile anglaise.

## Biographie
Il est le fils de Sir John Pakington, 1er baronnet et de sa femme Frances Ferrers, la fille de Sir John Ferrers de Tamworth. Son père et son grand-père meurent quand il est très jeune et il devient le pupille de Thomas Coventry. Il succède à son père à la baronnie en 1624 et à son grand-père dans son domaine de Westwood en 1625 .
En avril 1640, Pakington est élu député du Worcestershire dans le Court Parlement. Il est élu député d'Aylesbury pour le Long Parlement en novembre 1640. Il est empêché de siéger le 20 août 1642 pour avoir exécuté une commission d'arrangement pour Charles Ier. Il sert le roi pendant la guerre civile anglaise mais est capturé et emprisonné dans la tour de Londres. Il parait au rassemblement avant la bataille de Worcester, et est en conséquence jugé pour trahison, mais personne ne veut témoigner contre lui, probablement parce qu'il a été capturé par les Écossais. Il est néanmoins à nouveau condamné à une amende.
Après la restauration, Pakington est de nouveau juge de paix. En 1661, il est réélu député de Worcestershire au Parlement cavalier et siège jusqu'en 1679 . Il joue un rôle déterminant dans l'opposition à un complot présumé d'Andrew Yarranton et d'autres presbytériens, bien qu'ils aient affirmé (apparemment avec succès) que le complot a été fabriqué.
Pakington est décédé à l'âge de 58 ans.

## Famille
Pakington épouse Dorothy Coventry, fille de son tuteur Lord Coventry, avec qui il a un fils et deux filles. Il est remplacé par son fils Sir John Pakington, 3e baronnet.